# Antoni Alemany Cladera
Antoni Alemany Cladera (Alcudia, Islas Baleares, 20 de mayo de 1947-Inca, 21 de febrero de 2020) fue un político socialista español. Primer alcalde socialista de Alcudia (Mallorca).

## Biografía
Se graduó como ingeniero técnico. Se afilió al PSOE en 1996, partido donde ocupó varios cargos. Fue alcalde de Alcudia durante ocho años, entre 1987 y 2003, cargo que compartió con el de secretario general de la Agrupación Socialista de Alcudia. También fue secretario de Acción Electoral del PSIB-PSOE (1997-2000). Desde 2004 fue presidente de la Federación Socialista de Mallorca, siendo reelegido durante el Congreso Insular de 2008. 
Fue coordinador del área de Bienestar Social del Consejo Insular de Mallorca entre 1995 y 1999, consejero de Mallorca durante la legislatura 2003-2007 y diputado autonómico entre 2006 y 2007.
El 7 de julio de 2007 fue elegido vicepresidente del Consejo de Mallorca y Consejero del Departamento de Hacienda, Obras públicas e Innovación.
Durante los años 70 fue presidente de la Obra Cultural Balear de Alcudia.